# SIAM Review
SIAM Review (ook SIREV) is een internationaal, aan collegiale toetsing onderworpen wetenschappelijk tijdschrift op het gebied van de toegepaste wiskunde. Het is gespecialiseerd in overzichtsartikelen en heeft daarom, zeker voor dit vakgebied, een relatief hoge impactfactor. Het tijdschrift is opgericht in 1959 en verschijnt 4 keer per jaar. De officiële afkorting voor gebruik in literatuurverwijzingen is SIAM Rev. Informeel wordt ook de afkorting SIREV gebruikt.